# Johan Fredrik Sandry
Johan Fredrik Sandry, född 15 juni 1781 i Skeda församling, död 15 mars 1847 i Gryts församling, var en svensk präst.

## Biografi
Johan Fredrik Sandry föddes på Johannisborg i Skeda församling. Han var son till organisten Johan Sandbom och Christina Södergren. Sandry blev 18 september 1800 student vid Kungliga Akademien i Åbo och avlade magisterexamen 28 juni 1805. Han prästvigdes 8 juli 1806 i Stockholm till extra ordinarie bataljonspredikant vid Finska artilleriregementet i Helsingfors. Den 31 januari 1810 blev Sandry vikarierande komminister i Östra Husby församling och 25 augusti 1810 komminister i Bjälbo församling, tillträde 1812. Han avlade pastoralexamen 17 oktober 1818 och blev 4 juli 1821komminister i Sankt Olofs församling, Norrköping, tillträde 1822. Sandry blev 10 mars 1830 kyrkoherde i Gryts församling, tillträde 1830 och blev 24 april 1839 prost. Han avled 1847 i Gryts församling och fick en gravsten i kolmårdsmarmor.
Sandry var predikant vid prästmötet 1825.

### Familj
Sandry gifte sig 12 april 1814 med Beata Lovisa Barkenbom (1792–1874). Hon var dotter till vice häradshövdingen Henric Samuel Barkenbom och Eva Christina Wendel i Linköping.